# 奥白滝インターチェンジ
奥白滝インターチェンジ（おくしらたきインターチェンジ）は、北海道紋別郡遠軽町奥白滝（旧白滝村）にある旭川紋別自動車道のインターチェンジ。
白滝PA（道の駅しらたき）を併設している。

## 歴史
- 2008年（平成20年）8月30日 : 浮島IC - 白滝IC間（上越白滝道路）に奥白滝ICが設置され供用開始[1][2]

## 周辺
白滝ジオパークとして認定されている区域がある。
- 奥白滝信号場（JR北海道・石北本線）
- 白滝高原キャンプ場
- 北大雪スキー場

## 接続する道路
- 直接接続
  - 遠軽町道奥白滝インター線

- 間接接続
  - 国道333号
    - 北見峠

  - 遠軽町道奥白滝支湧別線

## 隣
E39 旭川紋別自動車道（上越白滝道路）
(4) 浮島IC - (5) 奥白滝IC/白滝PA - (6) 白滝IC